# Harrisia gracilis
Harrisia gracilis ist eine Pflanzenart in der Gattung Harrisia aus der Familie der Kakteengewächse (Cactaceae). Das Artepitheton gracilis bedeutet ‚zierlich, schlank, dünn‘.

## Beschreibung
Harrisia gracilis wächst strauchig, ist reich verzweigt und bildet Gruppen mit aufrechten bis ausgespreizten Trieben. Die grünen, zylindrischen Triebe sind stark verlängert. Sie weisen Durchmesser von 2,5 bis 4 Zentimeter auf und erreichen Längen von 3 bis 5 Meter. Es sind neun bis elf Rippen vorhanden. Die sieben bis 16 Dornen sind ausgebreitet, gerade, kräftig und nadelig. Sie sind gräulich ockerfarben oder grau, verdecken die Trieb fast vollständig und sind bis zu 2,5 Zentimeter lang.
Die Blüten erreichen eine Länge von 15 bis 20 Zentimeter und einen Durchmesser von 10 bis 12 Zentimeter. Ihre Blütenröhre ist mit weichen, weißen Haaren besetzt. Die gelben, glatten Früchte sind mit einigen haarartigen Dornen besetzt. Sie weisen Durchmesser von 3 bis 6,2 Zentimeter auf und erreichen eine Länge von 3 bis 4 Zentimeter.

## Verbreitung, Systematik und Gefährdung
Harrisia gracilis ist in Jamaika verbreitet.
Die Erstbeschreibung als Cereus gracilis erfolgte 1768 durch Philip Miller. Nathaniel Lord Britton stellte die Art 1909 in die Gattung Harrisia. Weitere nomenklatorische Synonyme sind Cactus gracilis (Mill.) Weston (1770) und Echinopsis gracilis (Mill.) Molinari & Mayta (2015).
In der Roten Liste gefährdeter Arten der IUCN wird die Art als „Least Concern (LC)“, d. h. als nicht gefährdet geführt.

## Nachweise